# Larry Heard
Larry Heard (Chicago (Illinois), 31 mei 1960) is een house-producer uit Chicago, die meedraait sinds het begin van de (deep)house midden jaren tachtig, vooral bekend onder de naam Mr. Fingers.
Nagenoeg iedere plaat die Larry Heard in deze periode heeft uitgebracht is inmiddels een klassieker geworden. Het gaat hier om zeer uitgesproken muziek met een uitzonderlijke emotionele diepgang; ritmisch hoogst energiek, melodieus dan weer kalm en ontroerend, dan weer uitbundig. Het meest bekend is waarschijnlijk zijn ep op het gewaardeerde, zij het louche, platenlabel Trax Records uit 1986. Op deze plaat zijn zowel Can You Feel It als Washing Machine te vinden. Samen met vocalist Robert Owens en Ron Wilson vormde hij Fingers Inc., waarvan de bekendste opname waarschijnlijk Mystery Of Love (1986) op het eveneens invloedrijke label DJ International is. Met Fingers Inc. was Heard medeverantwoordelijk voor het eerste, en volgens sommigen beste, house-album aller tijden, Another side uit 1988, wat eigenlijk meteen het einde was van Fingers Inc.
Net zoals het geval is met vele directe collega's van Heard – zoals Marshall Jefferson, Adonis, Chip E en Armando – werden zijn platen in de clubs en op de radio gedraaid door beroemde en vooruitstrevende dj’s als Frankie Knuckles, Larry Levan en Ron Hardy. Heard beheerde zelf twee platenlabels: Gherkin Records (welke tegelijkertijd een distributeur voor andere kleine lokale labels in Chicago was) en Alleviated Records (welke sinds enkele jaren weer actief is).
Sinds Back to love uit 1994, onder het Mr. Fingers-pseudoniem, is Larry onder zijn eigen naam verdergegaan met het maken van diverse soorten muziek, niet alleen house. Enkele belangrijke titels zijn Genesis, Missing You en Love’s Arrival.

## Discografie (selectie)

### Larry Heard
- Alien (1996)
- Dance 2000 (1997)
- Genesis (1999)
- Love's Arrival (2001)
- Where life begins (2003)

### Mr. Fingers
- Washing Machine (1986)
- Can U Feel It (1988)
- What About This Love (1989)
- I Need You (1994)
- Cerebral Hemispheres (2018)

### Fingers Inc.
- Mystery Of Love (1985)
- It's Over (1986)
- Distant Planet (1987)
- A Love of My Own (1987)
- Another side (1988, lp/cd)